# Tizgzaouine
Tizgzaouine  (in arabo تيزكزاوين‎?) è un centro abitato e comune rurale del Marocco situato nella provincia di Taroudant, regione di Souss-Massa. Conta una popolazione di 5 272 abitanti (censimento 2014).